# Big Sean
Sean Michael Leonard Anderson (sinh ngày 25/3/1988, nghệ danh: Big Sean) là nam rapper người Mỹ. Sean phát hành album đầu tay, Finally Famous, vào năm 2011. Album thứ hai của anh, Hall of Fame, tiếp tục ra mắt vào năm 2013. Album phòng thu thứ ba, Dark Sky Paradise (2015) là album hạng nhất Billboard 200 đầu tiên của anh. Năm 2017, Sean ra mắt album thứ tư, I Decided, album tiếp tục đứng hạng nhất của Billboard 200.

## Thời thơ ấu
Sean Michael Leonard Anderson sinh năm 1988 tại Santa Monica, California. Anh là con trai của Myra và James Anderson. Khi được 3 tháng tuổi thì Sean chuyển đến sống ở Detroit, Michigan, ở đây anh được mẹ, một giáo viên trường học, và bà nuôi dạy. Bà của Sean, Mildred Leonard, từng tham gia Thế Chiến II và là một trong những đội trưởng nữ da màu đầu tiên trong Quân đội Hoa Kỳ.